# Larissa, Thessalien

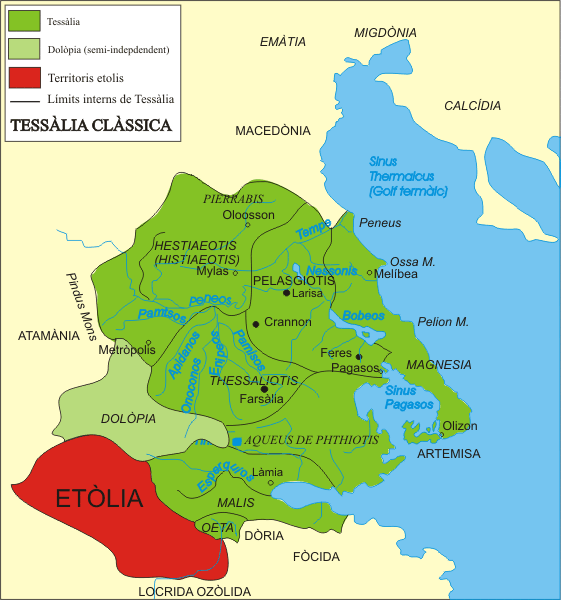
Karta över antikens Thessalien med Larissa utmärkt

Larissa (grekiska Λάρισα, Larisa eller Λάρισσα, Larissa) är huvudstad i den grekiska prefekturen med samma namn. Staden ligger vid floden Peneios. År 2001 uppgick dess befolkning till 126 076 invånare.

## Historia
Larissa var under antiken den viktigaste staden i Thessalien. Den behärskades länge av en adelsätt, aleuaderna, men då de av fruktan för tyrannerna i Ferai bad om kung Filip II av Makedoniens hjälp bemäktigade han sig såväl Larissa som det övriga Thessalien. När Thessalien 186 f.Kr. återfick sin frihet blev Larissa huvudstad i det thessaliska förbundet. Ännu under romersk tid var det en ansenlig stad.
Under medeltiden erövrades Larissa från det Bysantinska riket av Bulgarien. Staden innehades även under en tid av Serbien innan den på 1400-talet övergick i osmansk ägo. Under den långa tid staden hörde under turkarnas välde förlorade den nästan varje spår av sina antika byggnadsverk. Den var till 1881 säte för en turkisk pascha och hade en stark garnison. Larissa blev åter grekiskt år 1897.